# Lorena Larios Rodríguez
Lorena Larios Rodríguez (Ciudad de México, 1965) es diplomática mexicana, miembro del Servicio Exterior Mexicano desde 1993. Desde enero de 2018 se desempeña como Cónsul General de México en Shanghái, República Popular de China; después de que el Senado de la República ratificara su nombramiento el 14 de septiembre de 2017.

## Educación
Es Licenciada en Derecho egresada  de la Universidad Autónoma de Guadalajara,  Maestra en Política Exterior por el Centro de Estudios de Relaciones Internacionales y Estratégicas (CERIS) en Bruselas, Bélgica. Cuenta con una Especialidad en Administración Pública por el Instituto Nacional de Administración Pública, en Guadalajara, Jalisco, y en Derecho Internacional de los Derechos Humanos por el Washington College of Law de la American University en Washington D. C.
Realizó Estudios Diplomáticos en el Instituto Matías Romero (IMR) de la Secretaria de Relaciones Exteriores (SRE) y Estudios sobre la Integración Europea en el Colegio de Europa en Brujas, Bélgica. Adicionalmente, cursó un Diplomado en Escenarios Estratégicos Internacionales en el Instituto Tecnológico Autónomo de México (ITAM) y sobre Relaciones México-Estados Unidos en la Universidad de California en San Diego. 

## Carrera diplomática
Se desempeñó como coordinadora del Programa de Atención a Comunidades Mexicanas en el Exterior en el Consulado General de México en Dallas, Texas (1998-2001), en donde fungió como conductora del programa de radio del Consulado y trabajó con los clubes de oriundos de diversos estados de la República Mexicana. Más adelante, fue trasladada a la Misión de México ante la Unión Europea en Bruselas, Bélgica, en donde ocupó la posición de Encargada de la relación con el Parlamento Europeo (2001-2005), en un momento crucial para los vínculos bilaterales por la entrada en vigor del Acuerdo de Asociación Económica, Concertación Política y Cooperación México-Unión Europea (más conocido como Acuerdo Global). 
En diciembre de 2005, ocho años después de haber salido de México, regresó a la Cancillería como directora general Adjunta de Protocolo. Poco más adelante, se incorporó al ámbito multilateral en la Dirección General de Derechos Humanos y Democracia. En el año 2008, a partir de su experiencia en derechos humanos, fue trasladada a la Embajada de México en Estados Unidos (2008-2011).
En 2011 regresó a México como directora general Adjunta para Organismos Especializados en la Dirección General para la Organización de Naciones Unidas, donde fue responsable de instancias como el Programa de las Naciones Unidas para el Desarrollo (PNUD), la Organización de las Naciones Unidas para la Alimentación (FAO), y la Organización de las Naciones Unidas para la Ciencia, la Cultura y la Educación (UNESCO). En 2012, asumió funciones en la Dirección General para Temas Globales, para hacerse cargo de la discusión sobre la Agenda de Desarrollo Sostenible. En esa área, participó en la organización del  encuentro de jóvenes “Youth 20” en la ciudad de Puebla, evento que se llevó a cabo en el marco de la presidencia de México del Grupo de los 20 (G20), así como la I Consulta Internacional de Organizaciones de la Sociedad Civil para la Agenda Post 2015, celebrada en Guadalajara, Jalisco. Asimismo, se desempeñó como Asesora de la embajadora Patricia Espinosa Cantellano, una de las 19 personalidades internacionales que conformaron el Panel de Alto Nivel del Secretario General de las Naciones Unidas para la discusión de la Agenda de Desarrollo Post 2015 (2013).
En 2014, regresó a colaborar en la Dirección General para Europa de la Secretaría de Relaciones Exteriores. En dicha área, participó en la organización de la visita del entonces presidente de Francia, François Hollande, la cual tuvo gran relevancia, en virtud de que se llevó a cabo en el  50 aniversario de la histórica visita del General de Gaulle a nuestro país, que marcaba una nueva etapa de las relaciones bilaterales con la nación gala.
De febrero de 2016 a enero de 2017 ocupó la posición de Jefa de Cancillería, en la Misión de México ante la Unión Europea, Embajada ante el Reino de Bélgica y el Gran Ducado de Luxemburgo. Una de sus tareas principales fue participar en la modernización del marco jurídico bilateral, como parte del equipo negociador de la parte política y de cooperación del  nuevo Acuerdo Global México-UE.
Asimismo, ha sido secretaria particular de la Dirección General para Europa (1995-1997) y para Asia y África (1993-1995). Su primer puesto en Cancillería fue como analista en la Dirección General del Acervo Histórico Diplomático (1992-1993).
Lorena Larios Rodríguez ha participado como ponente en seminarios y cursos sobre temas de diplomacia, desarrollo sostenible, migración y derechos humanos en México, Europa y Estados Unidos. 
Es hija del Prof. Alberto Larios Gaytán, Secretario General del Magisterio Nacional (1961-1964) y Presidente Municipal de Manzanillo, Colima, (1979-1982), y de Laura Rodríguez Vela. Es la segunda de tres hijas y tiene dos hermanas, Laura y Sissi Larios Rodríguez.

## Condecoraciones y reconocimientos
- Encomienda de la Orden de Isabel la Católica. Otorgada por el Gobierno del Reino de España en 2015.
- “Reconocimiento a su Dedicación y Altruista Labor en Beneficio de Nuestras Comunidades”, otorgado por las Comunidades Mexicanas del Norte de Texas en 2001.